# Snook (Texas)
Snook est une ville située à l'ouest du comté de Burleson, au Texas, aux États-Unis,.

## Démographie
Lors du recensement de 2010, la ville comptait une population de 511 habitants. Elle est estimée, le 1er juillet 2019, à 598 habitants.

### Source de la traduction
- (en) Cet article est partiellement ou en totalité issu de l’article de Wikipédia en anglais intitulé « Snook, Texas » (voir la liste des auteurs).